# Nicolas Soret
Pour les articles homonymes, voir Soret.
Nicolas Soret (fin du XVIe siècle à Reims - début du XVIIe siècle) est un prêtre, poète et dramaturge français. En 1606, il publie La Ceciliade, ou le Martyre sanglant de sainte Cecile, patronne des musiciens, Chœurs mis en musique par Abraham Blondet, Paris, Rezé, 1606.
Le 9 mai 1624, il fait représenter à Reims L'Élection divine de Saint Nicolas à l'archevêché de Myre avec un sommaire de sa vie.